# Thirza Bruncken
Thirza Bruncken (* 4. Oktober 1958 in Bonn) ist eine deutsche Regisseurin.

## Leben
Thirza Bruncken studierte 1978 bis 1983 an der Universität Münster Germanistik, Kunstgeschichte und Publizistikwissenschaft. Von 1983 bis 1985 war sie freie Journalistin. In dieser Zeit hospitierte sie bei einem Off-Theater im Ruhrgebiet. Ein erstes Engagement trat sie von 1986 bis 1993 im Stadttheater Koblenz an, zunächst als Dramaturgin. Dabei akquirierte sie einen Raum als Studiobühne. Auf dieser probe Bühne 2 führte sie Regie bei Stücken von u. a. Elfriede Jelinek, Rainald Goetz, Margret Kreidl und Heiner Müller.
Von 1993 bis 1996 war sie freie Regisseurin am Schauspiel Köln, wo sie unter anderem 1993 die Uraufführung Cham von Michael Roes inszenierte.
Für drei Jahre wechselte Bruncken ab 1996 an das Schauspielhaus Düsseldorf. Anschließend arbeitete sie an unterschiedlichen Häusern mit freien Verträgen. Brunckens Inszenierung der Uraufführung von Jelineks politischem Statement gegen rechts Stecken, Stab und Stangl am Deutschen Schauspielhaus führte 1999 zu einer Einladung zum Berliner Theatertreffen. Ihre Regiearbeit führte sie unter anderem an die Münchner Kammerspiele und an das dortige Residenztheater.  Am Schauspiel Leipzig inszenierte sie 2018 Lebendfallen von Enis Maci.
In jüngerer Zeit hat Bruncken auch für das Musiktheater gearbeitet.